# The King of Fighters (Film)
The King of Fighters ist ein Actionfilm aus dem Jahre 2010, der auf dem gleichnamigen Computerspiel aus dem Jahre 1994 basiert. Regie führte Gordon Chan.

## Inhalt
Rugal Bernstein stiehlt drei alte Artefakte aus einem Museum in Boston. Er will die drei Artefakte benutzen, um die mystische Kraft von Orochi zu erhalten. Dadurch wäre Rugal im Besitz unermesslicher Macht. Es stellt sich heraus, dass das Schwert, welches eines der Artefakte ist, eine Fälschung ist, sodass die Suche verzögert wird. Mai Shiranui verletzt Chizuru Kagura, weil er den Verbleib des echten Schwertes verheimlicht hat. Sie warnt auch, dass nur sie Rugal besiegen muss und ihr Freund Iori Yagami nicht daran beteiligt sein darf.

## Produktion
Die Dreharbeiten begannen am 3. November 2008 in den Aja Tan Studios, North Vancouver, British Columbia, Kanada und die Dreharbeiten endeten am 19. Januar 2009.

## Veröffentlichung
The King of Fighters wurde am 7. September 2010 über Vivendi Home Entertainment in den USA als Direct-to-DVD veröffentlicht. Es wurde in den USA von Well Go USA USA Entertainment wiederveröffentlicht.

## Kritiken
„[…] Seelenlose Verfilmung eines Computerspiels, in deren Verlauf sich unterschiedliche Allianzen bilden, um den Guten zum Sieg zu verhelfen.“